# Parigi-Bruxelles 1911
La Parigi-Bruxelles 1911, settima edizione della corsa, si svolse l'11 giugno 1911 su un percorso di 405 km, con partenza da Parigi e arrivo a Bruxelles. Fu vinta dal francese Octave Lapize davanti al lussemburghese François Faber e al francese Charles Crupelandt.

## Ordine d'arrivo (Top 10)
| Pos. | Corridore          | Squadra | Tempo     |
| ---- | ------------------ | ------- | --------- |
| 1    | Octave Lapize      |         | 13h52'00" |
| 2    | François Faber     |         | s.t.      |
| 3    | Charles Crupelandt |         | s.t.      |
| 4    | Louis Heusghem     |         | s.t.      |
| 5    | Eugène Dhers       |         | s.t.      |
| 6    | Albert Dupont      |         | s.t.      |
| 7    | Henri Devroye      |         | s.t.      |
| 8    | Jules Masselis     |         | s.t.      |
| 9    | Gustave Garrigou   |         | s.t.      |
| 10   | Ernest Paul        |         | a 2'00"   |